# Reuver
Reuver (Limburgs: de Ruiver) is een dorp in het midden van de Nederlandse provincie Limburg dat deel uitmaakt van de gemeente Beesel. Het heeft ongeveer 11.010 inwoners, met een bevolkingsdichtheid van 746 inw./km².
Reuver ligt tussen de Maas en de grens met Duitsland. Reuver wordt verder ontsloten door de A73.

## Naam
Reuver, de jongste kern binnen de schepenbank Beesel en Belfeld, werd voor het eerst genoemd in 1547. De naam is afgeleid van herberg De Rover, een middeleeuwse benaming voor roofvogel. In latere akten werd de herberg, vermoedelijk voorzien van een uithangbord met daarop een adelaar, door reizigers ook wel aangeduid als 'Aquila' en 'la Noire Aigle'. 
In het plaatselijke dialect wordt het dorp De Ruiver genoemd (mét lidwoord). Men zegt gewoonlijk niet inne Ruiver, maar oppe Ruiver.

## Geschiedenis
Het dorp is in de middeleeuwen ontstaan op een kruising van wegen, namelijk de weg tussen Venlo en Roermond en een handelsroute tussen Antwerpen en Keulen. Vóór die tijd was er wel al verspreide bewoning in de oudere buurtschappen Leeuwen en Offenbeek. Reuver behoorde vanaf het ontstaan tot het Ambt Montfort en vanaf 1716 tot Staats-Opper-Gelre. In 1830 werd Reuver een zelfstandige parochie. Door de keramische industrie (dakpannen en greswaren) werd het aanzienlijk groter dan Beesel: het heeft tegenwoordig 4,5 maal zoveel inwoners.
In de 16e eeuw en 17e eeuw werd ten noorden van het dorp de Bentheimerschans (Brigittenschans) opgericht en ten westen de Lommerschans om bescherming te bieden in gevaarlijke tijden.

## Bezienswaardigheden
- De Sint-Lambertuskerk, van 1878-1880.
- Het Rijksbeschermd gezicht Ronkenstein, met de Ronckensteinsmolen
- De Sint-Lambertuskapel, van 1845 en 1899.
- Heilig Hartbeeld, aan Pastoor Vranckenlaan, van 1925
- Heilig Hartklooster, aan Pastoor Vranckenlaan, uit 1891.
- Onze-Lieve-Vrouw-van-Troostkapel
- Sint-Antoniuskapel
- Sint-Barbarakapel in Offenbeek

## Natuur en landschap

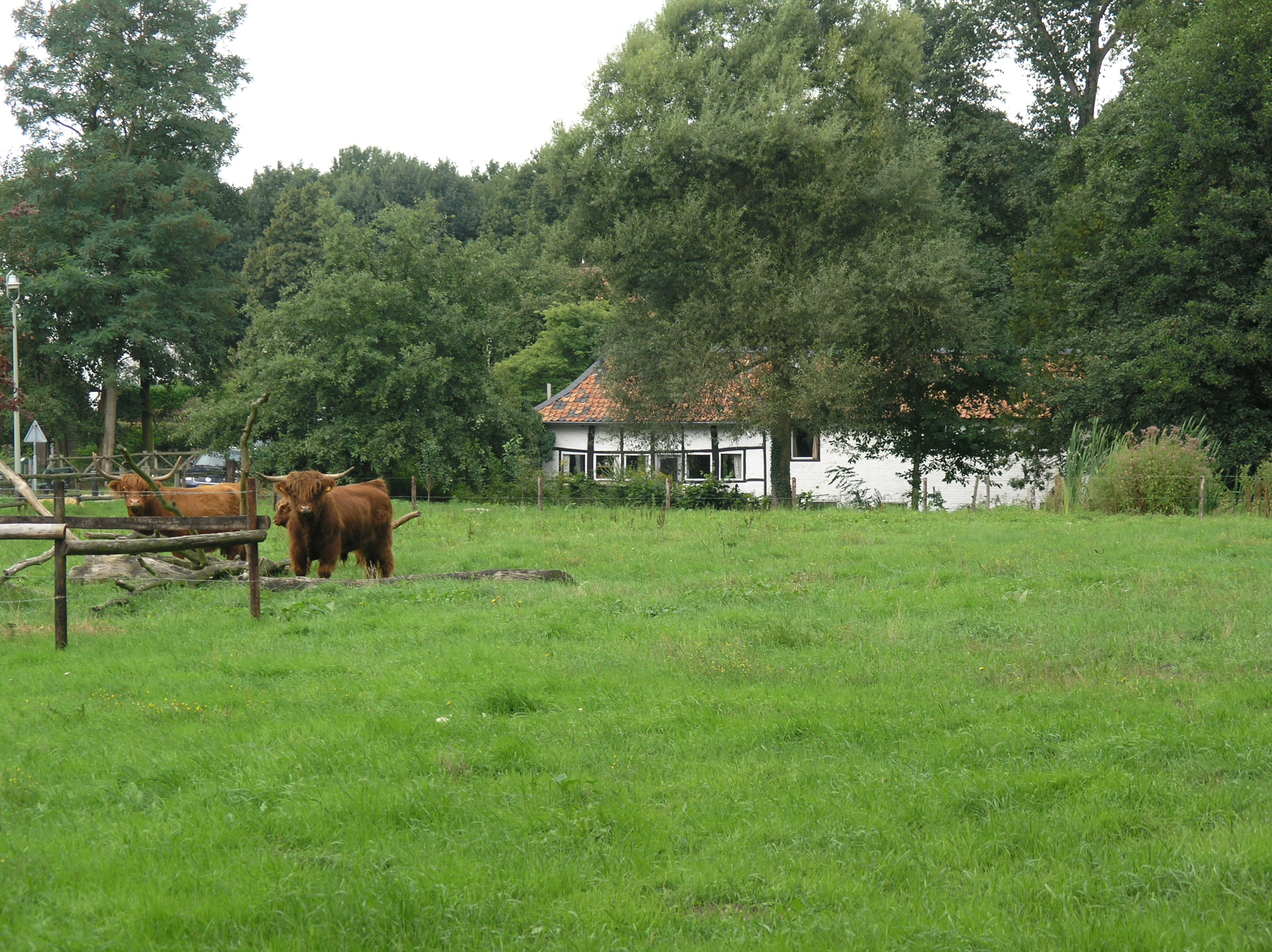
Ronkenstein, voormalige watermolen

Reuver ligt op het middenterras van de Maas, op een hoogte van ongeveer 24 meter. De kom van Reuver en Offenbeek wordt in het noorden begrensd door de in de Maas uitmondende Schelkensbeek, waarvan de vallei gekenmerkt wordt door broekbos. Ten noordwesten van Reuver vindt men nog enkele rivierduinen en het laagterras (Maasveld). Ten zuidwesten ligt op enkele rivierduinen het natuurgebied de Lommerbergen.
Naar het oosten toe vindt men een verkaveld land- en tuinbouwgebied en, vrijwel direct na de Duitse grens, een steilrand naar het hoogterras, dat bedekt wordt door het Brachter Wald, een uitgestrekt bosgebied met hoogten tot meer dan 60 meter. Hier loopt ook het Pieterpad.

## Economie
De greswarenfabriek nabij de buurtschap Offenbeek, die gesticht was in 1899, werd begin 21e eeuw gesloten. Ook bestond in Reuver de Verfwaren- en Japanlakfabriek "Reuverine", welke in 1918 werd opgericht aan Rijksweg-Noord 53. Deze fabriek begon in een huis van omstreeks 1840, waaraan in 1930 een gebouw met sheddaken werd toegevoegd. De directeurswoning van deze
fabriek, aan Rijksweg-Noord 51, werd gebouwd in 1902 en ontworpen door Caspar Franssen.
Tegenwoordig zijn er in Reuver twee bedrijventerreinen: Roversheide (ruim 36 ha) en Molenveld (24 ha). Deze terreinen bevatten vooral lichte bedrijvigheid. Ten zuidwesten van Reuver ligt een bungalowpark, De Lommerbergen genaamd.

## Openbaar vervoer
Het openbaar vervoer in Reuver wordt vanaf 11 december 2016 verzorgd door Arriva Personenvervoer Nederland en bestaat uit een buslijn die vanuit Reuver naar Beesel, Tegelen, Swalmen, Venlo en Roermond gaat. Tevens is er een treinverbinding van halfuurlijkse stoptreinen naar Nijmegen, Roermond en Venlo met nummer RS11. Via een veerpont over de Maas is Kessel te bereiken.
|  | Lijn       | Bestemming                                                                  | Soort vervoer | Bijzonderheden                               |
|  | ---------- | --------------------------------------------------------------------------- | ------------- | -------------------------------------------- |
|  | 66         | Venlo - Tegelen - Belfeld - Reuver - Beesel - Swalmen - Roermond            | Streekbus     |                                              |
|  | RS11       | Roermond - Swalmen - Reuver - Tegelen - Venlo - Venray - Boxmeer - Nijmegen | Stoptrein     |                                              |
|  | Veerdienst | Beesel - Kessel                                                             | Veerpont      |                                              |
|  | Veerdienst | Beesel - Neer                                                               | Veerpont      | Alleen geschikt voor fietsers en voetgangers |

## Muziek
Diverse metalbands als Epica, After Forever, MaYaN, Trillium, HDK, Rage on Stage, Shtack, Hydranight en Phantom Elite komen uit Reuver.

## Trivia
Jaarlijks is er in het eerste weekeinde van september de traditionele Reuverse kermis. De brandweerkazerne aan de Kapellerweg is gebouwd in 1966. De bibliotheek in Reuver is onderdeel van de Groeibibliotheken Maas en Peel.
Op 1 januari 2022 viel de  PostcodeKanjer van 56,7 miljoen euro in Reuver.

## Foto's

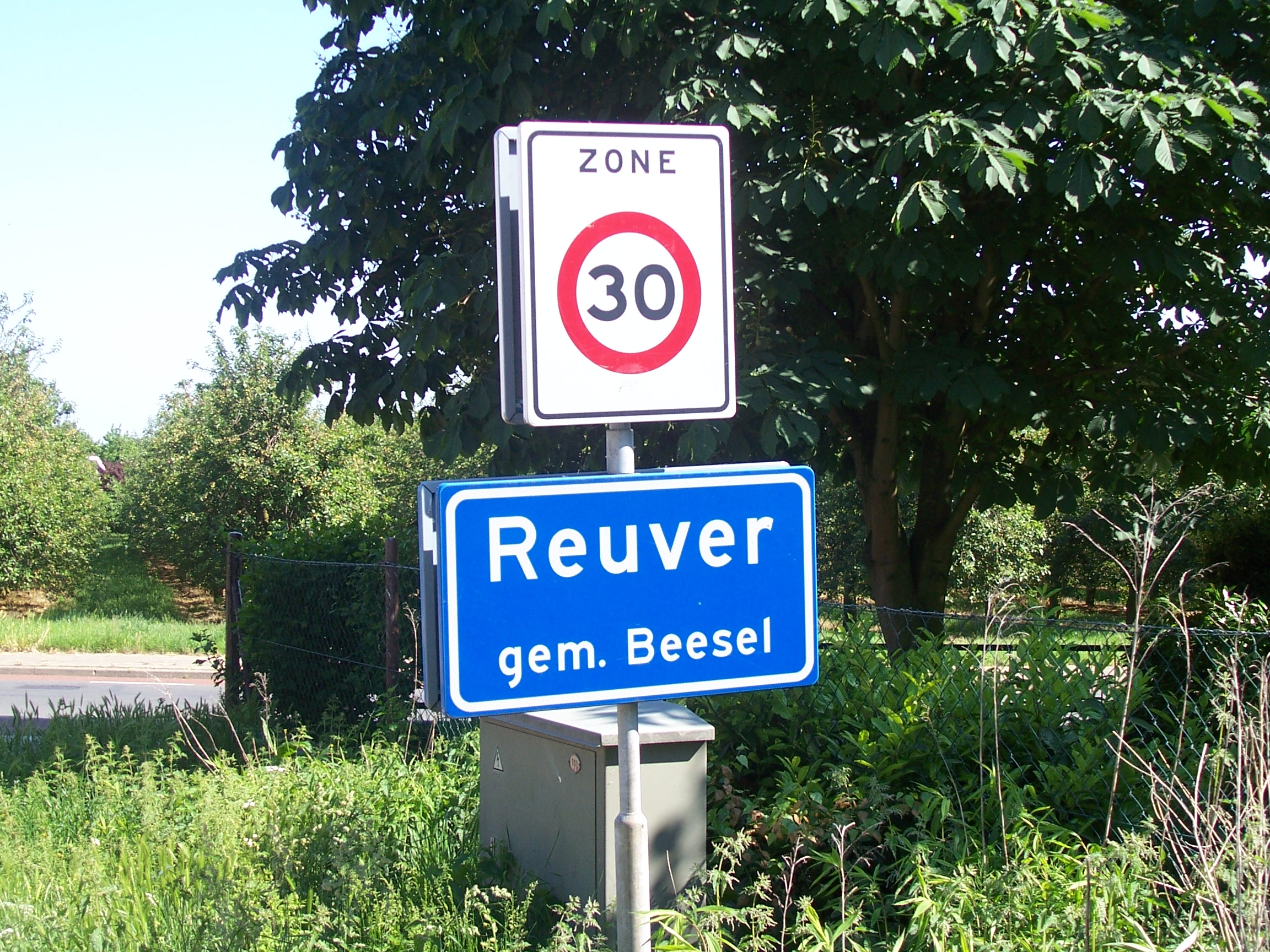
Roozendaelseweg
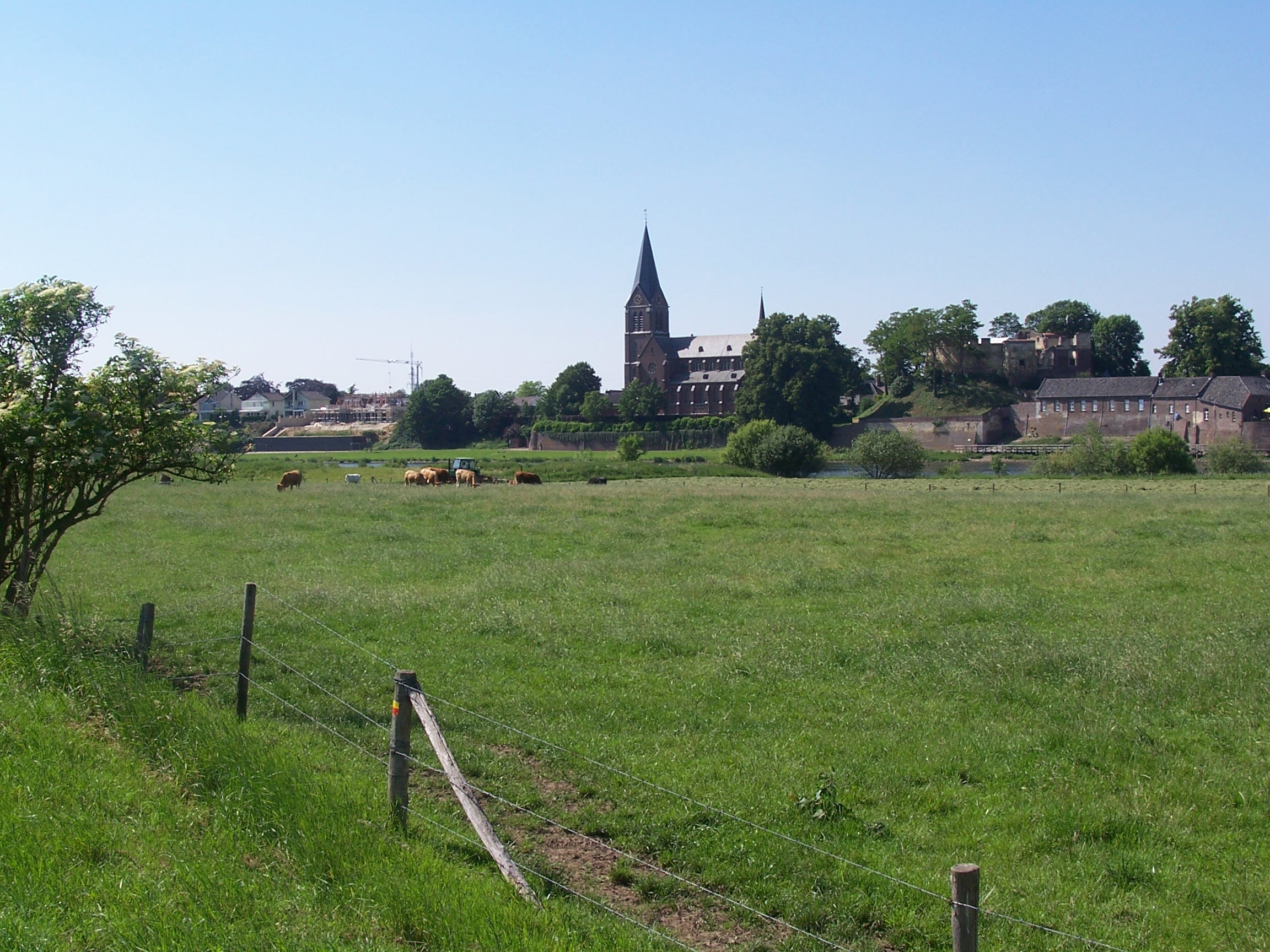
Gezicht op Kessel
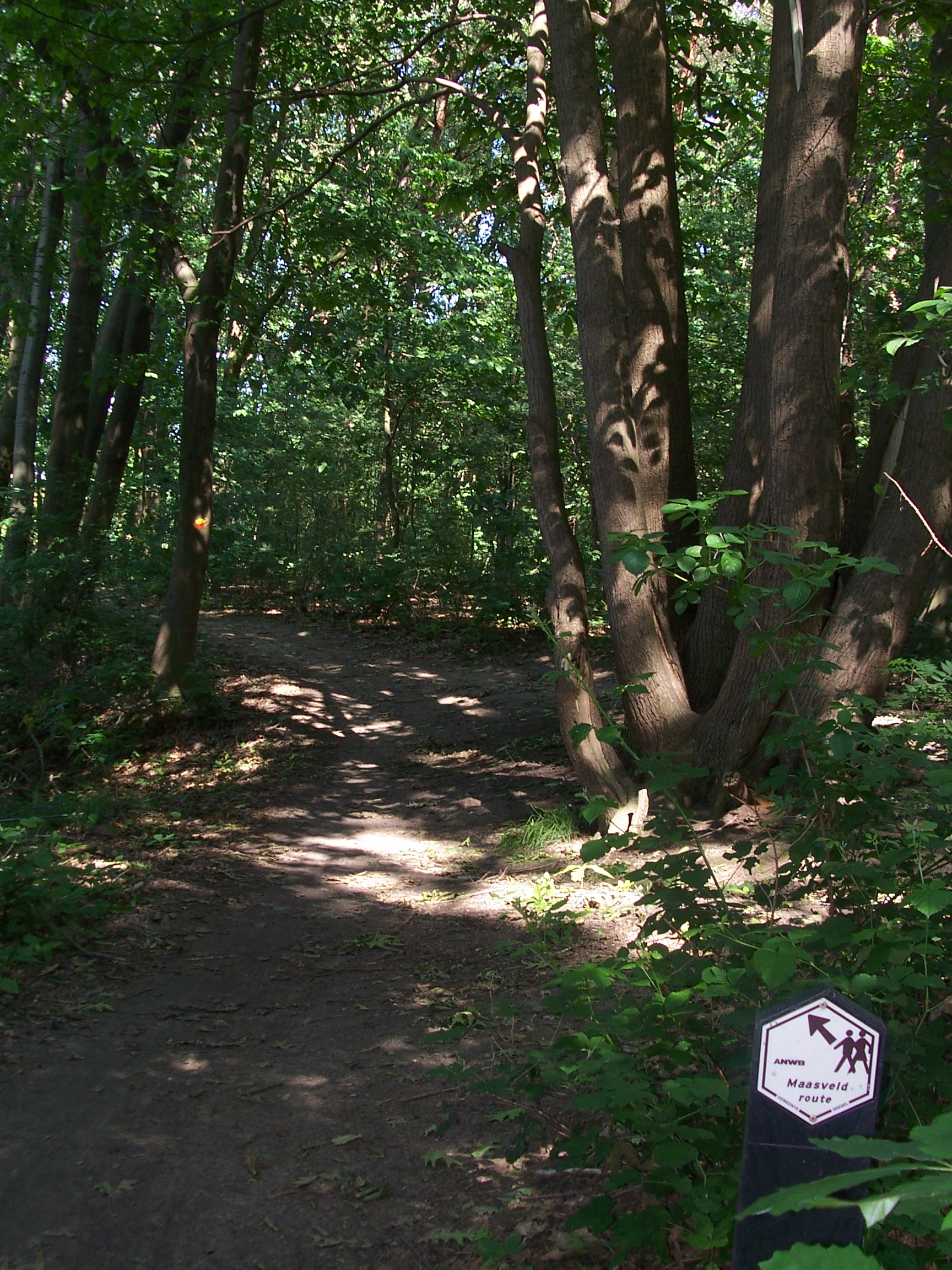
Maas wandelroute
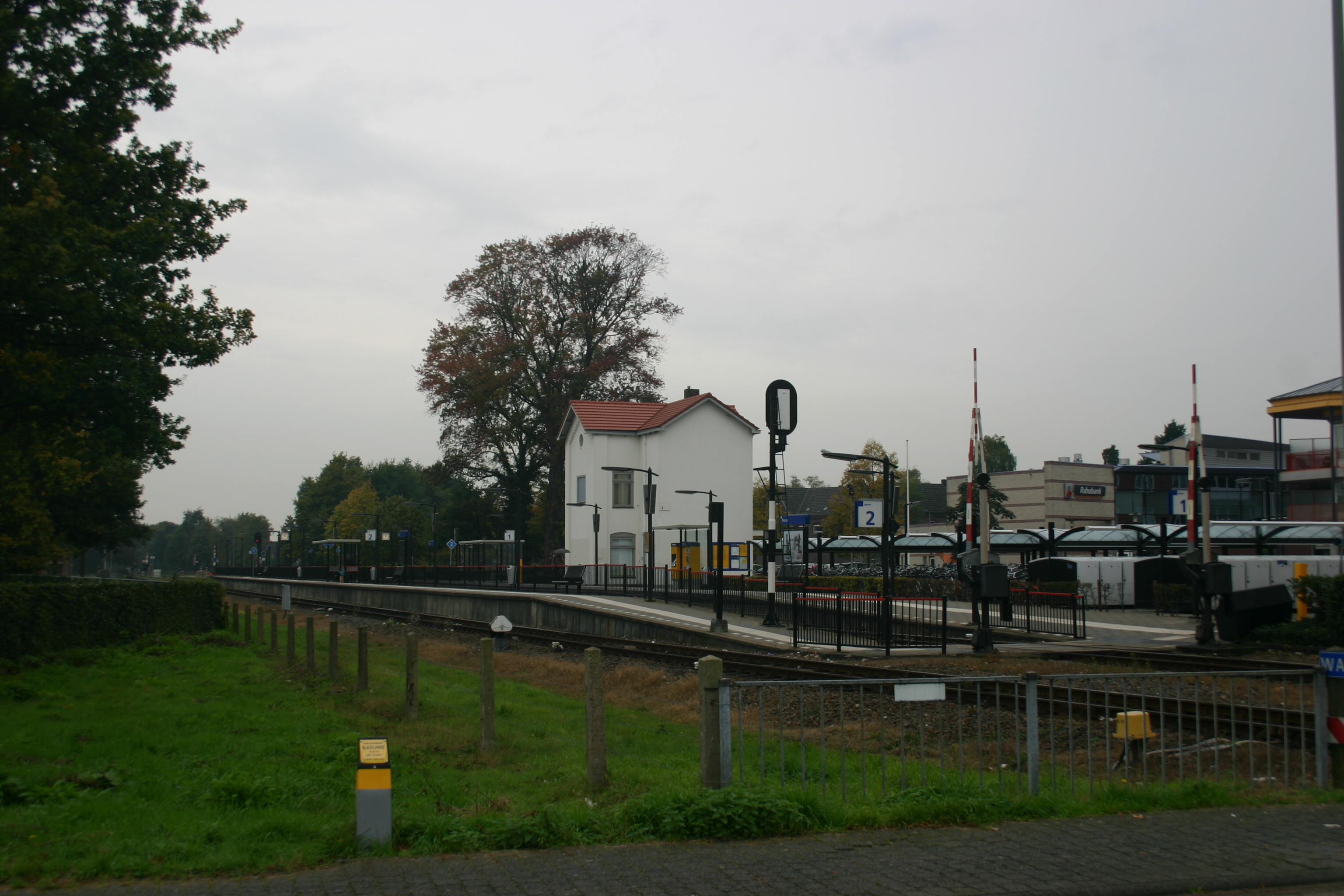
Station Reuver
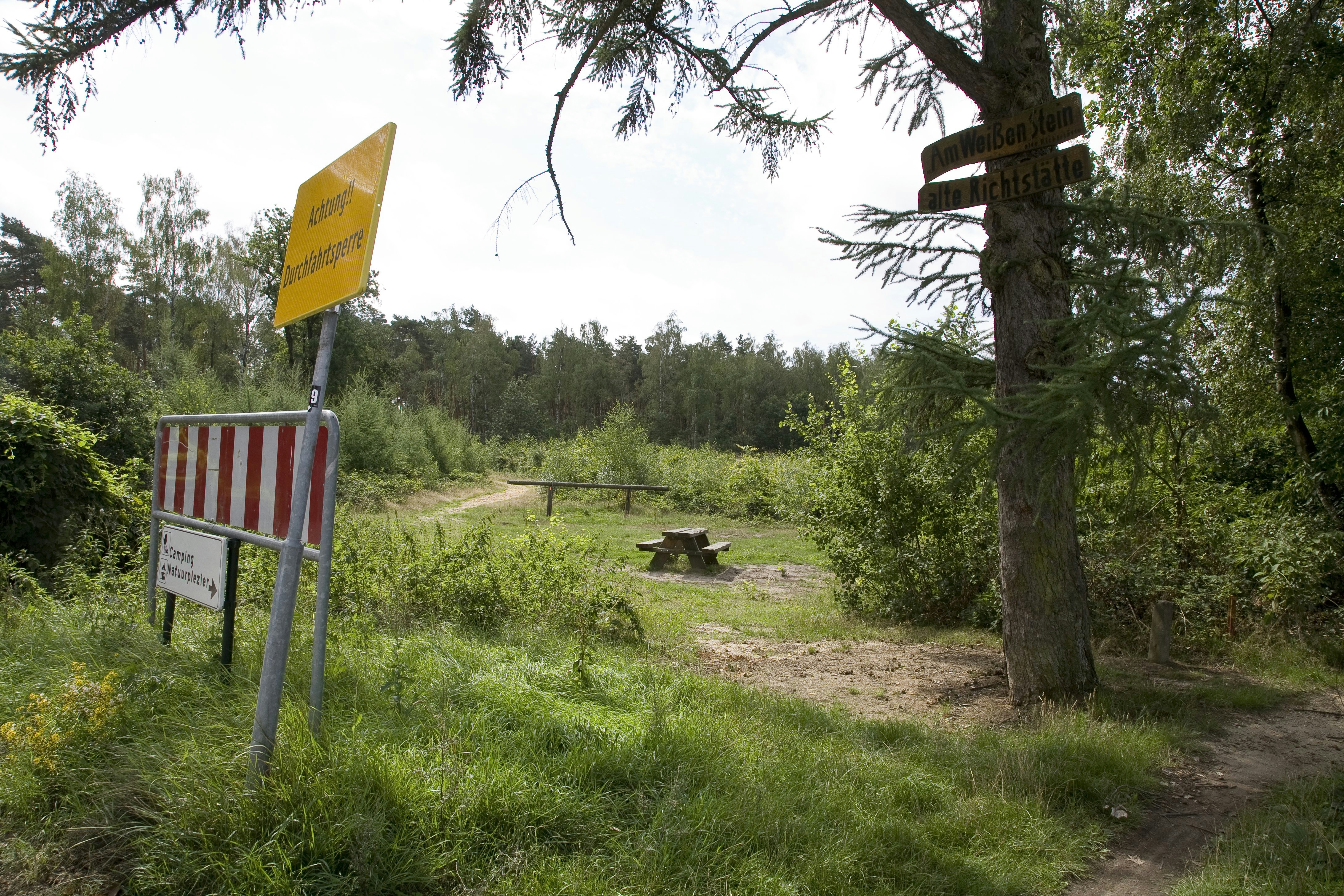
Duitse grens Keulseweg
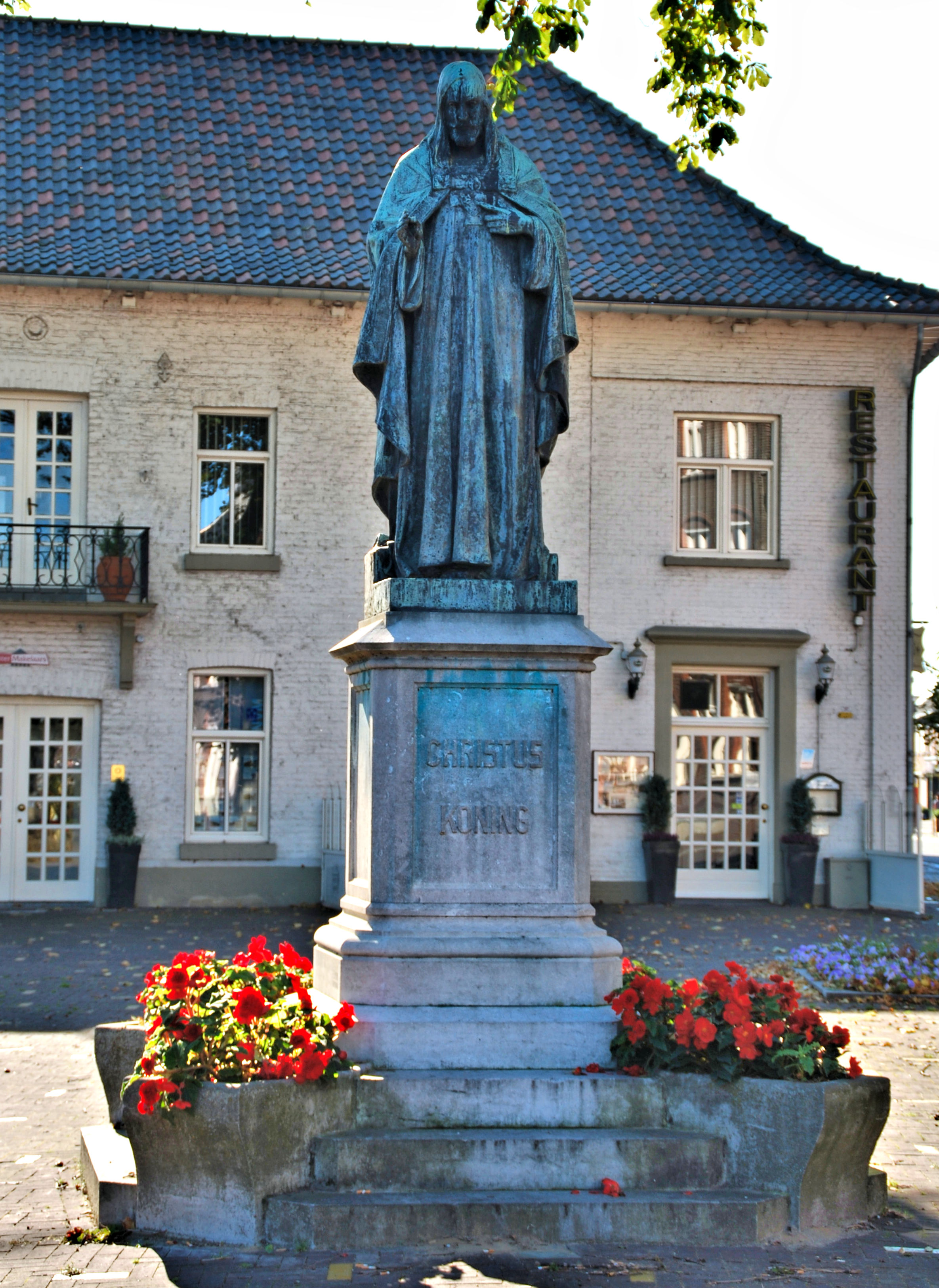
Heilig Hartbeeld voor het oude gemeentehuis.

## Nabijgelegen kernen
Belfeld, Kessel, Beesel, Bracht, Brüggen, Swalmen en Offenbeek